# Registre national des lieux historiques dans le comté de Glenn

Localisation du comté de Glenn en Californie

Ceci est la liste des lieux historiques inscrits sur le registre national dans le comté de Glenn en Californie.
C'est censé être une liste exhaustive des propriétés et des districts des  lieux historiques du registre national dans le comté de Glenn, en Californie. Les coordonnées de latitude et longitude sont fournies pour la plupart des propriétés et les districts du registre national ; ces localisations peuvent être aperçues sur Google Map.
Il y a 2 propriétés et districts répertoriés sur le registre national dans le comté.

## Liste actuelle
| Position | ID       | Type | Nom                              | Localisation        | Ville         | Date d'inscription | Image | Coordonnées                          | Description |
| -------- | -------- | ---- | -------------------------------- | ------------------- | ------------- | ------------------ | ----- | ------------------------------------ | --- |
| 1        | 82004614 | NRHP | Gianella Bridge (en)             | CA 32               | Hamilton City | 8 juillet 1982     |       | 39° 45′ 04″ nord, 121° 59′ 46″ ouest | Plus vieux pont tournant utilisé aux États-Unis au moment de son retrait. La dernière ouverture pour laisser passer le trafic fluvial était en 1972. Il a été remplacé par un pont en béton en 1987. |
| 2        | 85000124 | NRHP | US Post Office-Willows Main (en) | 315 W. Sycamore St. | Willows       | 11 janvier 1985    |       | 39° 31′ 14″ nord, 122° 12′ 27″ ouest | |